# Ramaria eumorpha
Ramaria  eumorpha (Petter Adolf Karsten, 1882 ex Edred John Henry Corner, 1950), sin. Phaeoclavulina eumorpha (Petter Adolf Karsten, 1882 ex Admir José Giachini, 2011), din încrengătura Basidiomycota în familia Gomphaceae și de genul Ramaria, este o ciupercă necomestibilă pe alocuri destul de răspândită care nu coabitează, fiind una din speciile saprofite ale genului. O denumire populară nu este cunoscută. În România, Basarabia și Bucovina de Nord se dezvoltă de la câmpie la munte, în păduri, în grupuri, pe sol prin litieră de ace sau frunziș precum pe trunchiuri aflați în putrefacție de rășinoase (molid, pin), rar și pe cei de foioase (mesteacăn, plop tremurător, stejar). Timpul apariției este între (iulie) august și octombrie (noiembrie).

## Taxonomie

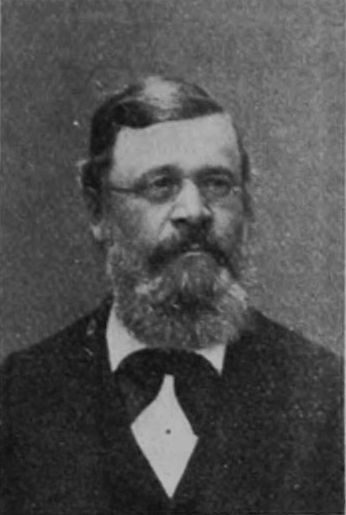
Petter Adolf Karsten

Numele binomial Clavariella spinulosa var. eumorpha a fost determinat de micologul finlandez Petter Adolf Karsten în volumul 37 al jurnalului botanic Bidrag till Kännedom av Finlands Natur och Folk din 1882 și transferat la genul Clavaria de micologul italian Sacc. drept Clavaria eumorpha, de citit în volumul 6 al marii sale opere Sylloge fungorum omnium husque cognitorum din 1888.
Apoi, în 1950, micologul englez Edred John Henry Corner (1906-1996) a redenumit specia în Ramaria eumorpha, de verificat în numărul 1 al jurnalului botanic Annals of Botany Memoirs, fiind numele curent valabil (2021).
Comitetul de nomenclatură Index Fungorum preferă denumirea micologului brazilian Admir José Giachini, anume Phaeoclavulina eumorpha, hotărâtă de el deja în disertația lui din 2004 și publicată oficial în volumul 115 al jurnalului Mycotaxon din 2011, (2011) dar numele nu s-a impus până în prezent.
Mai trebuie menționat că taxonul Clavaria invalii a botaniștilor englezi Arthur Disbrowe Cotton și Elsie Maud Wakefield din 1919, modificată în Ramaria invalii de micologul olandez Marinus Anton Donk (1933), a fost văzută specie independentă până ce s-a dovedit că este identică cu ciuperca aici descrisă. Astfel, după ce este vorba despre o descriere ulterioară, numele este acceptat doar sinonim. 
Epitetul este derivat din cuvântul de limba greacă veche (greacă veche εὔμορφος=elegant, fin, frumos, bine format), datorită aspectului general.

## Descriere
- Corpul fructifer:  are o înălțime de 6-8 (11) cm și un diametru de 4-7 cm, fiind ramificat în mod repetat. Ramurile moi și ceva elastice sunt cilindrice și mai mult sau mai puțin aplatizate la bază, aglomerate, de obicei anastomozate, erecte, în 2-5 rânduri, în general dihotomice, cu axile rotunjite îngust și întotdeauna cu ramuri centrale mai lungi (mai mari) decât ramurile exterioare, oferind astfel o varietate de forme ale bazidiocarpului. Coloritul, în tinerețe mai deschis, tinde de la ocru-gălbui până la brun-gălbui, devenind odată uscate brun de scorțișoară. Vârfurile de până la 2 cm lungime, rotunjite, ascuțite în vârf, adesea ondulate când sunt bătrâne, sunt de culoare galben-aurie, pălind cu vârsta. Se pot observa rizomorfe alb-gălbuie laterale, abundente la bază.
- Piciorul:  este albicios, de până la 5 cm lungime și până la 3 cm grosime, din care izvorăsc, nu rar deja  aproape peste bază, ramurile descrise mai sus. La unele exemplare ramurile apar chiar la nivelul substratului.
- Carnea: albicioasă și în stare umedă marmorată este de consistență moale, dar nu fragilă ci puțin elastică când este proaspătă, devenind friabilă la uscare. Ciuperca invită la cules prin mirosul ei, la exemplare tinere aproape imperceptibil, apoi proaspăt, ușor dulcișor, câteodată chiar farinaceu, gustul însă este mucegăit și aproape mereu ușor amar. Ciupercile uscate miros intensiv de ridichi.[3][4]
- Caracteristici microscopice: are spori galben-maronii în masă, elipsoidali până în formă de lacrimă, apiculați, cu o ornamentare de spini cianofili, conici, scurți (lungi până la 1,5 μm), împrăștiați aleator pe suprafață, cu o mărime de 6,5-10 x 3,5-5 microni. Pulberea lor este pal brună până galben-maronie. Basidiile  cu (2-) 4, sterigme drepte, ascuțite și înguste cu cleme care nu persistă după descărcarea sporilor, măsoară 30-60 x 6,5-9 microni. Nu posedă cistide (elemente sterile situate în stratul himenal sau printre celulele din pielița pălăriei și a piciorului, probabil cu rol de excreție). Hifele ramurilor de 2-8 μm lățime cu pereți subțiri sunt hialine (translucide),  paralele, aglomerate strâns și umflate. Conexiuni cu cleme în formă de ampulă sunt prezente. Cristale neregulate patrulaterale până amorfe se găsesc numai în trama.[12][13]
- Reacții chimice: carnea se decolorează la ciuperca proaspătă cu hidroxid de potasiu de 30% roz, dar pălind repede, iar la exemplare mai uscate roșu-portocaliu până brun-roșiatic precum rizomorfele într-un galben strălucitor efemer cu hidroxid de potasiu de 15%.[12][14]

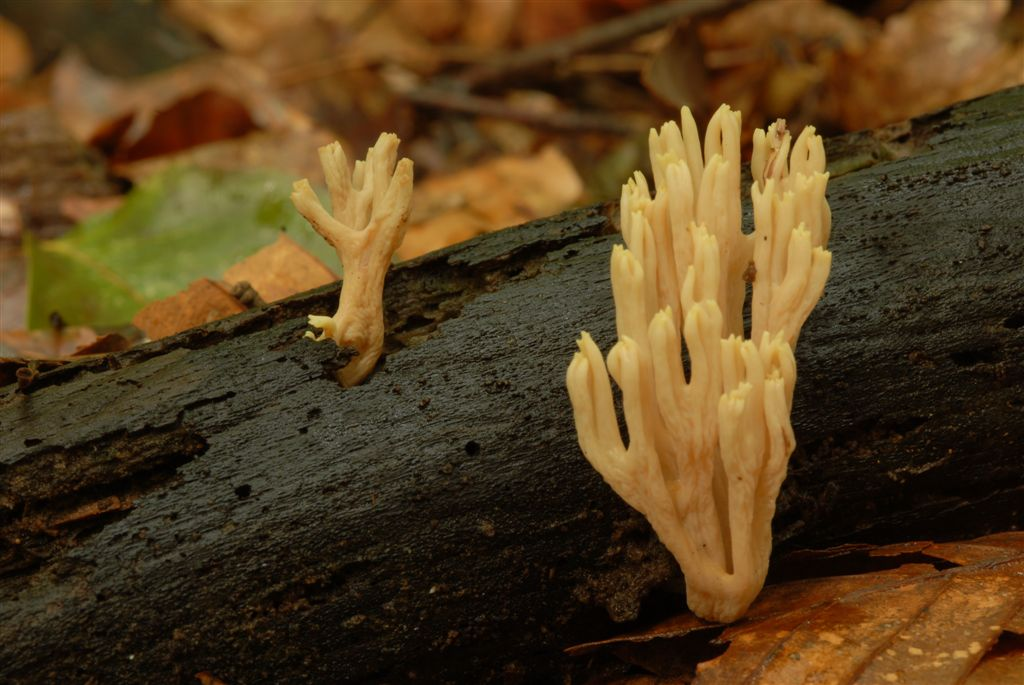
R. eumorpha tânără
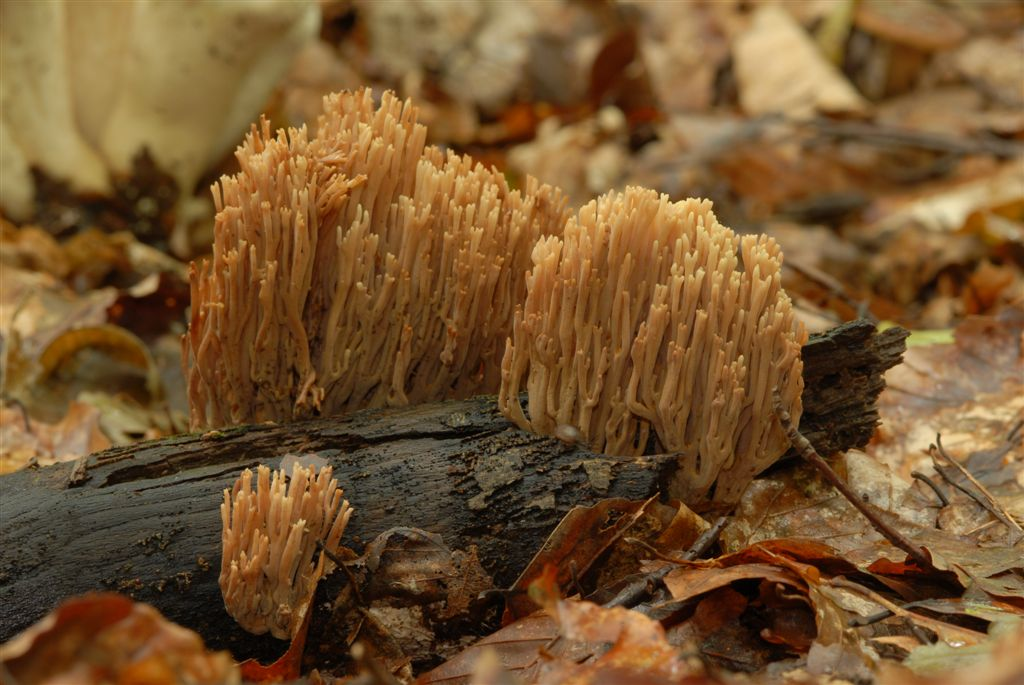
R. eumorpha mai în vârstă
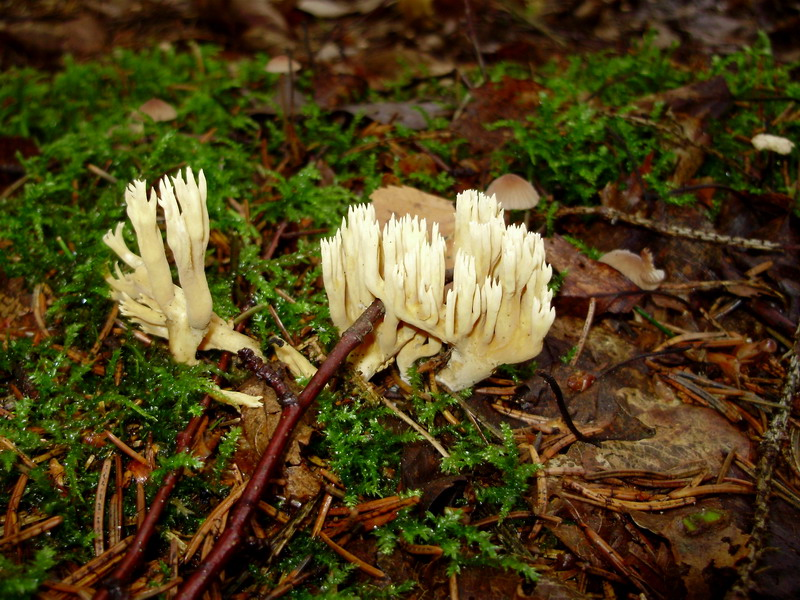
R. eumorpha, colorit mai deschis
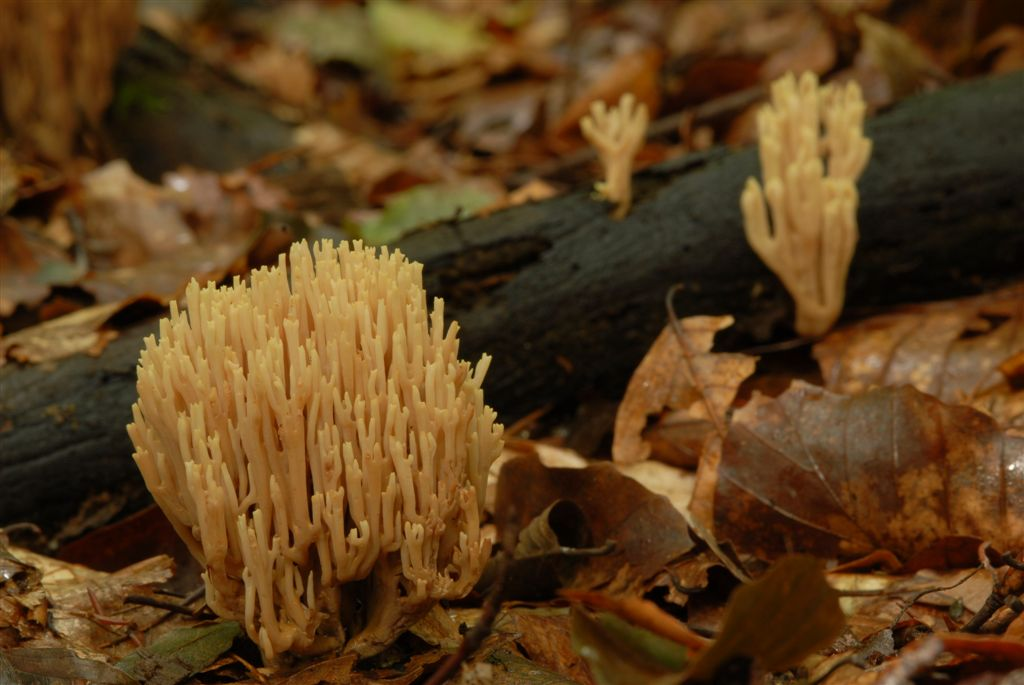
R. eumorpha, grup

## Confuzii
Chiar și specialiști au probleme cu diferențierea ciupercii cu alte specii comestibile,  necomestibile sau otrăvitoare ale acestui gen și poate fi astfel ușor confundată cu de exemplu: Clavulina cinerea (comestibilă) Ramaria abietina (necomestibilă), Ramaria aurantiosiccescens (E. Schild, 1979), (comestibilă), Ramaria botrytis (comestibilă),  Ramaria fennica (necomestibilă), Ramaria flaccida (necomestibilă), Ramaria flava (comestibilă), Ramaria flavescens (comestibilă), Ramaria flavobrunnescens (comestibilă), Ramaria formosa (otrăvitoare), Ramaria gracilis (comestibilă), Ramaria largentii (comestibilă), Ramaria obtusissima (comestibilă, numai puțin gustoasă), Ramaria ochroclora (comestibilitate nesigură), Ramaria pallida (otrăvitoare) sau Ramaria stricta (necomestibilă).

## Specii asemănătoare în imagini

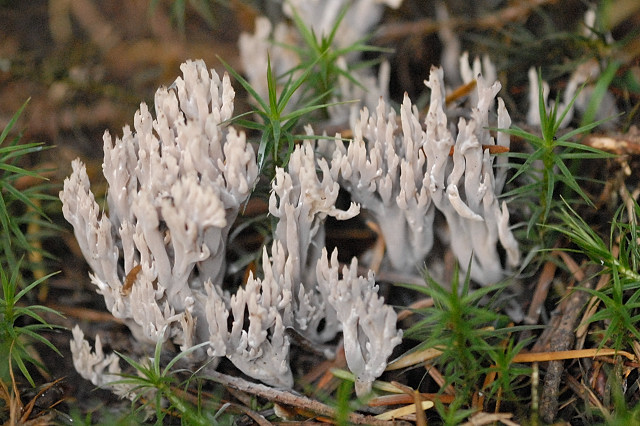
Clavulina cinerea
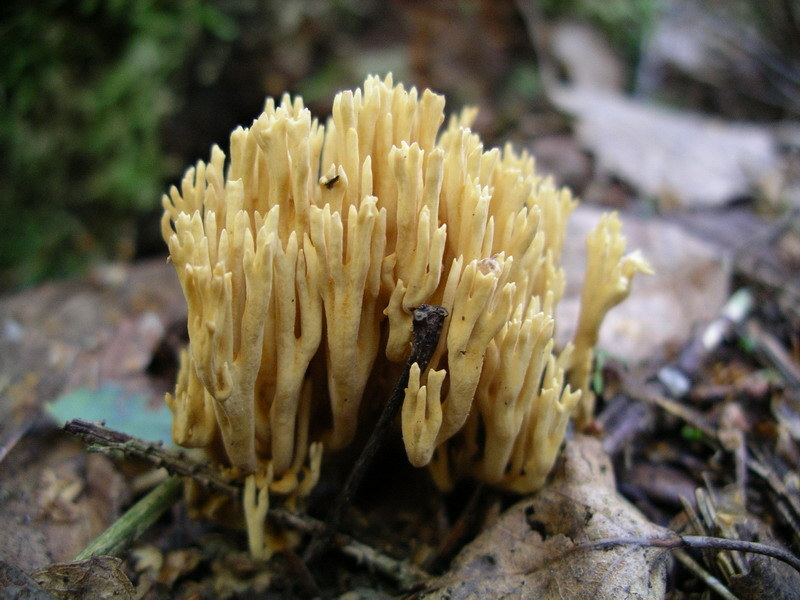
!Ramaria abietina!
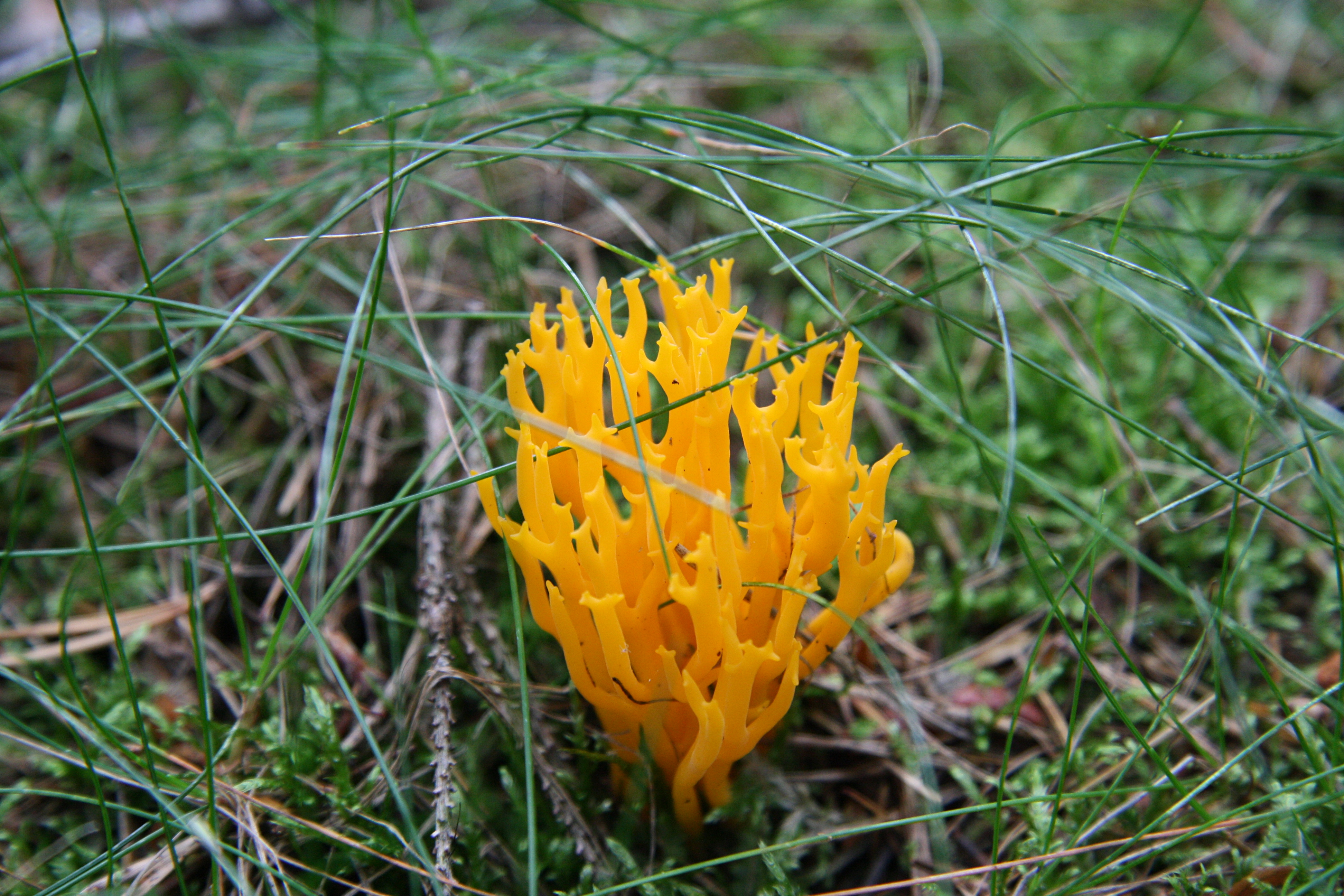
Ramaria aurea
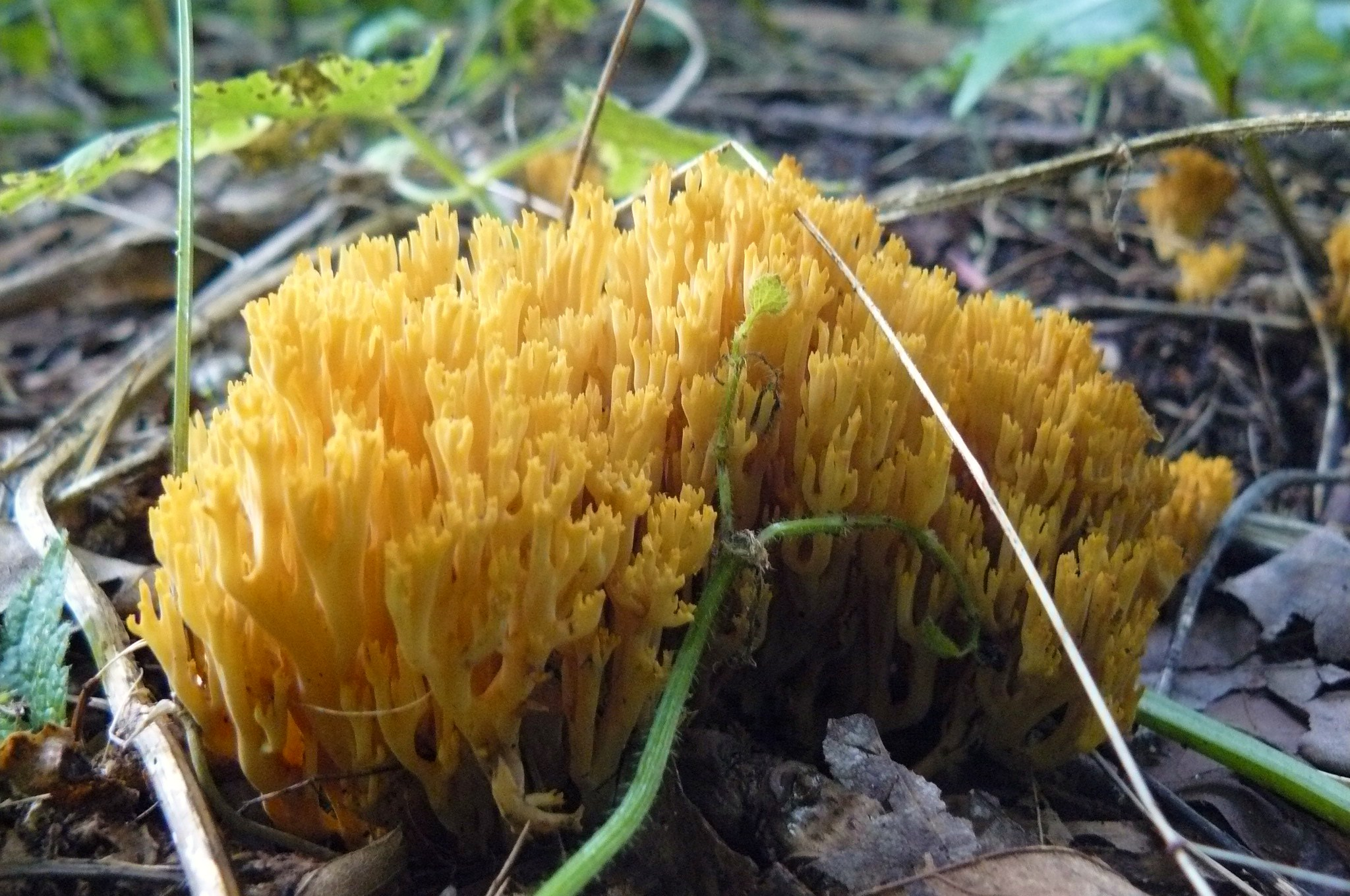
Ramaria aurantiosiccescens
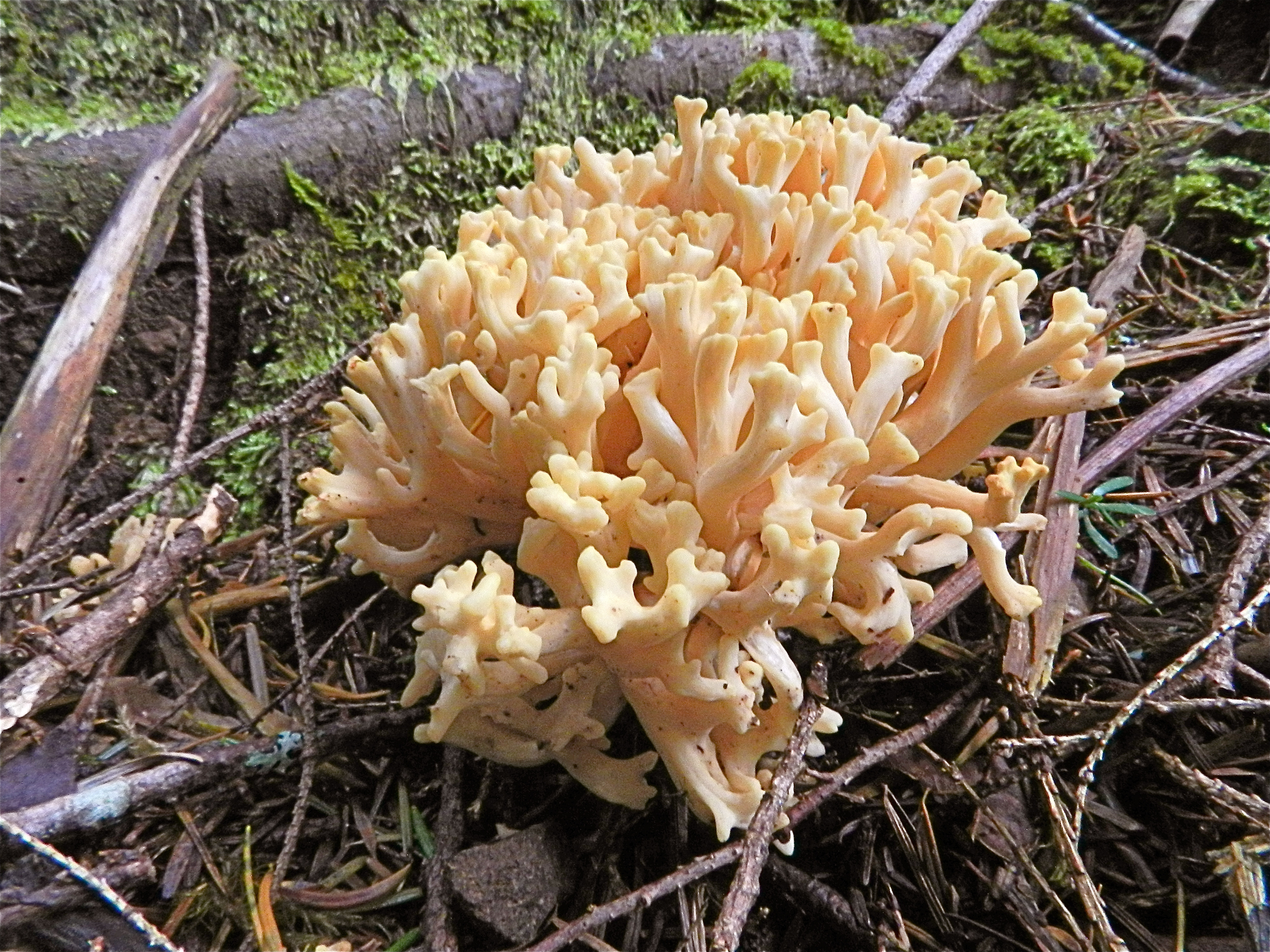
Ramaria botrytis tânără
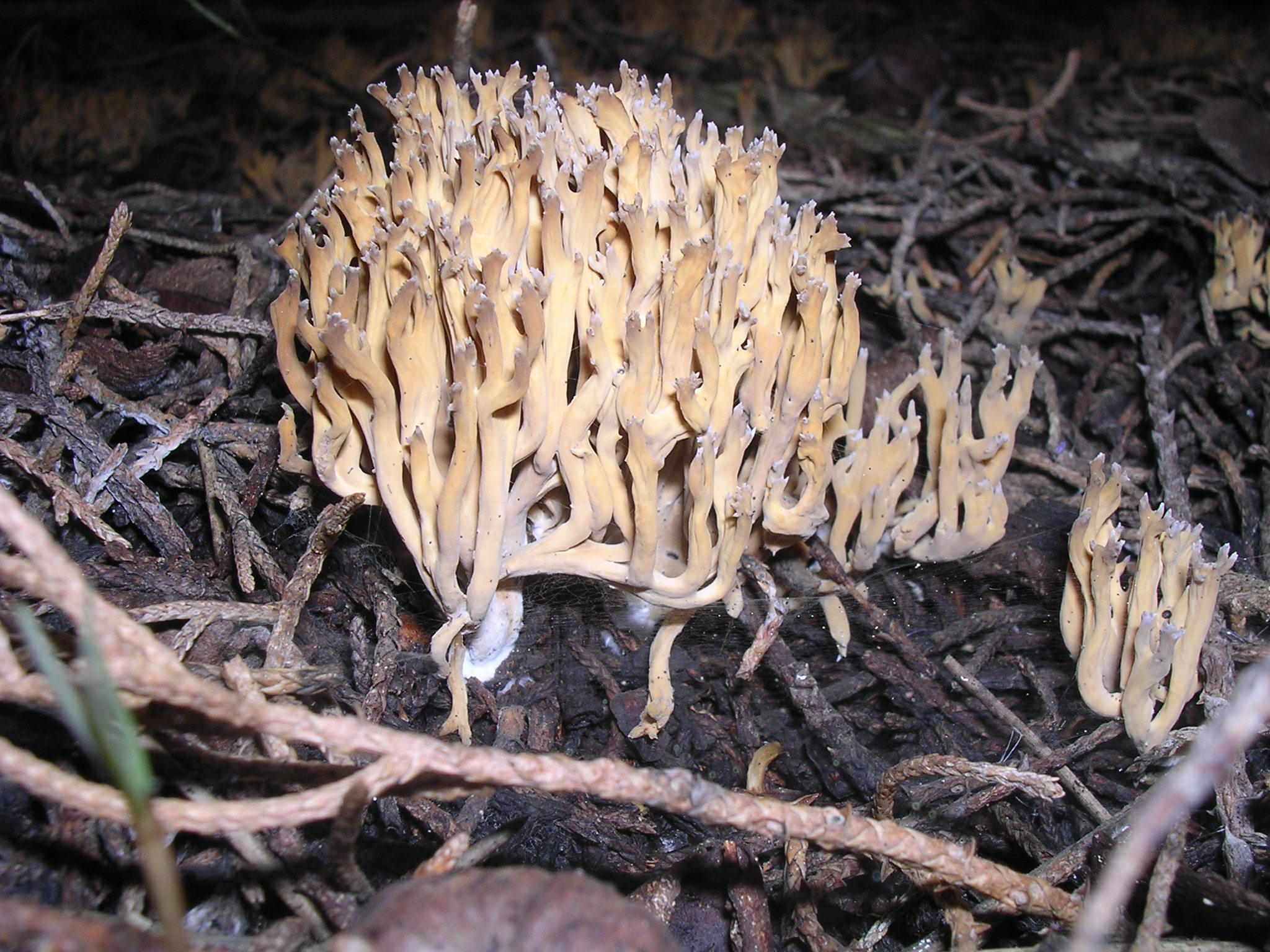
!Ramaria fennica!
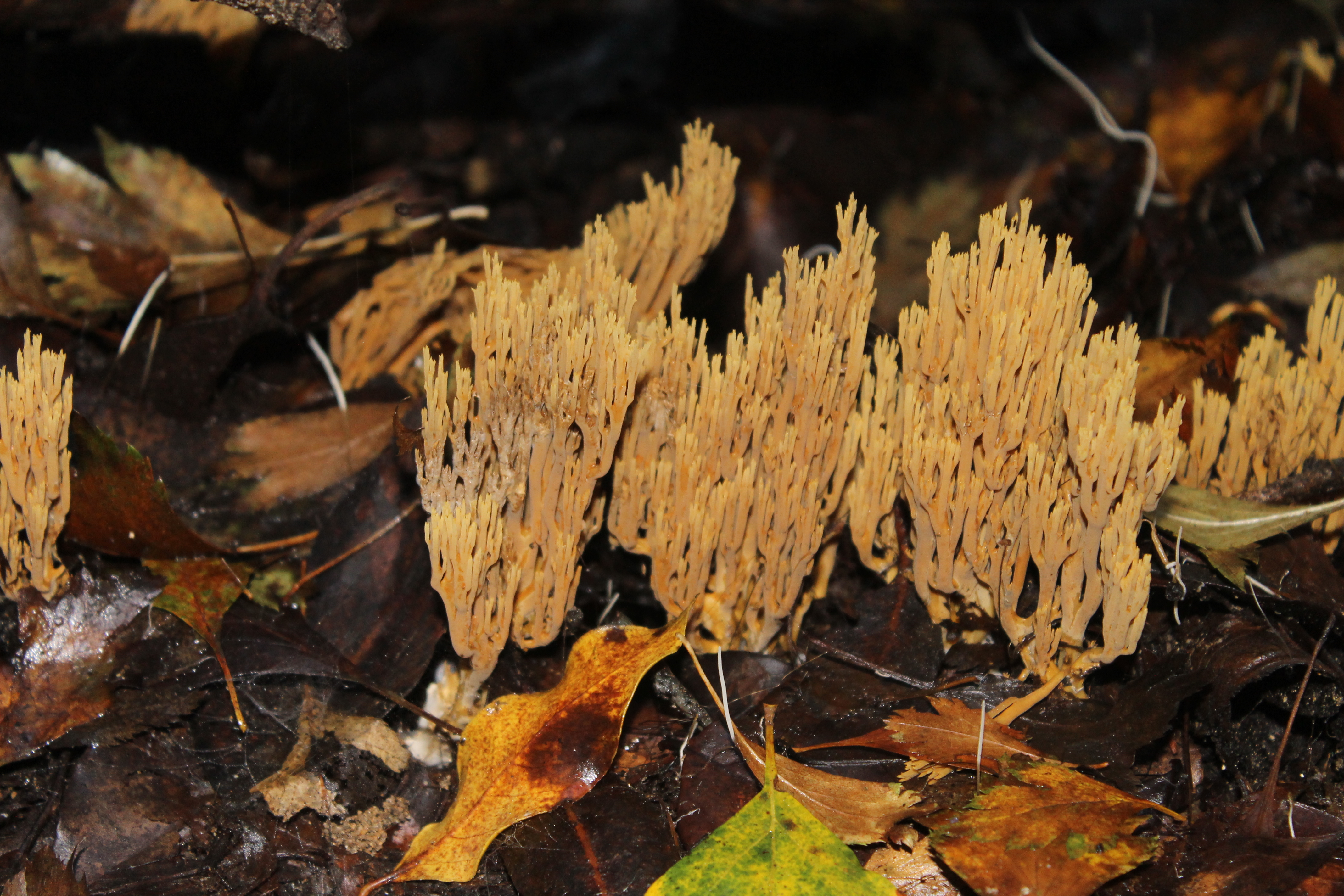
!Ramaria flaccida!
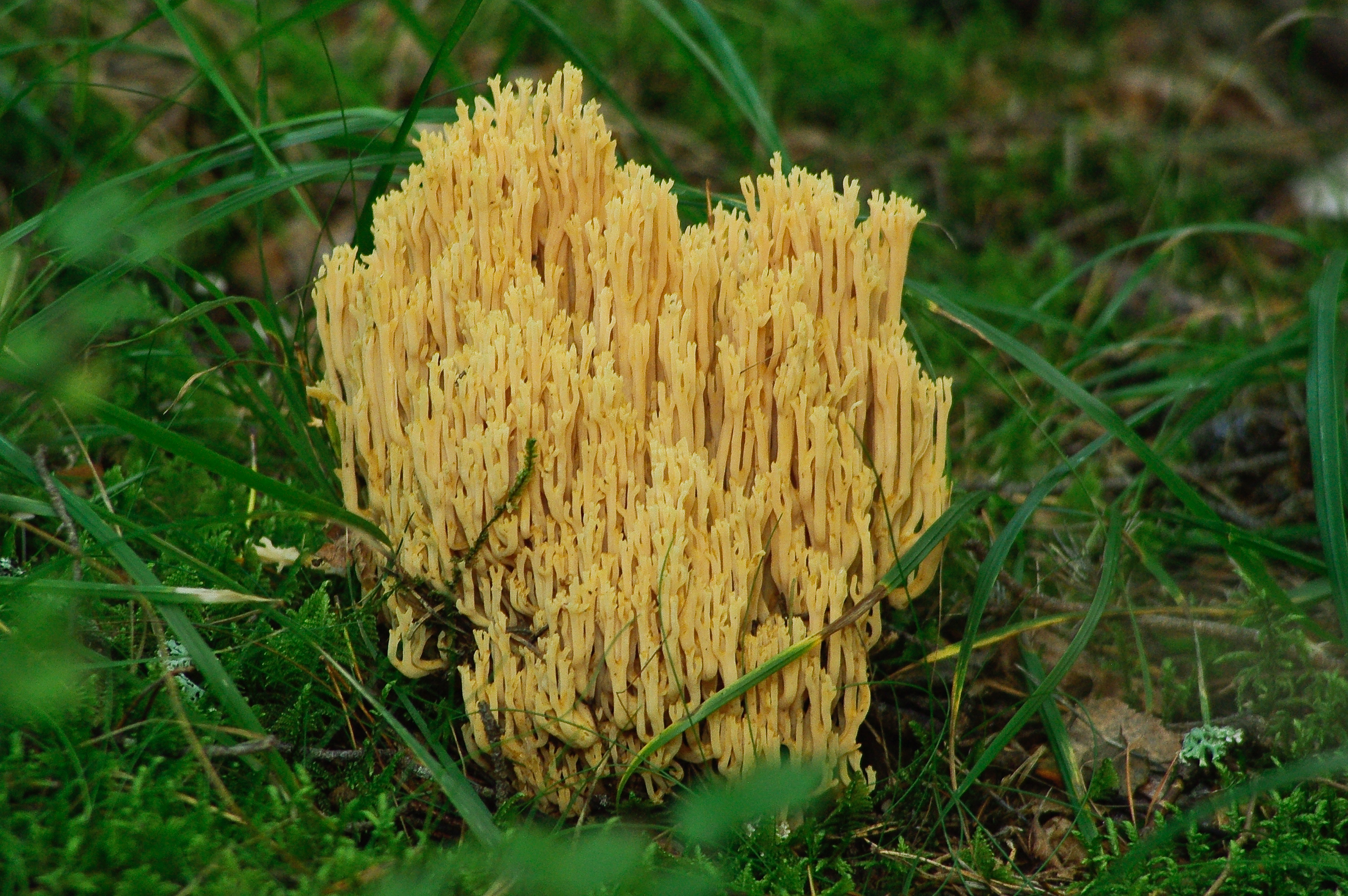
Ramaria flava
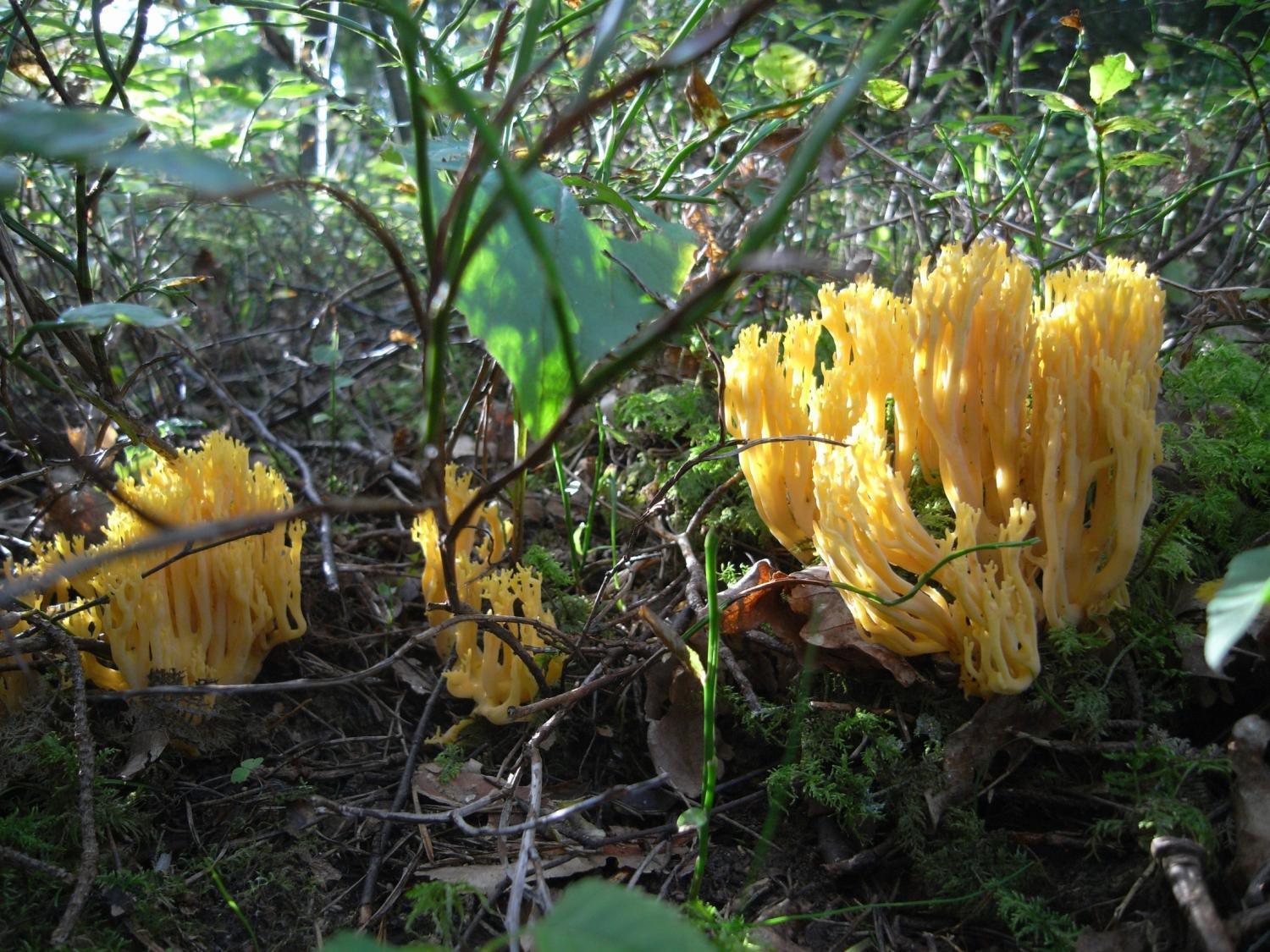
Ramaria flavobrunnescens

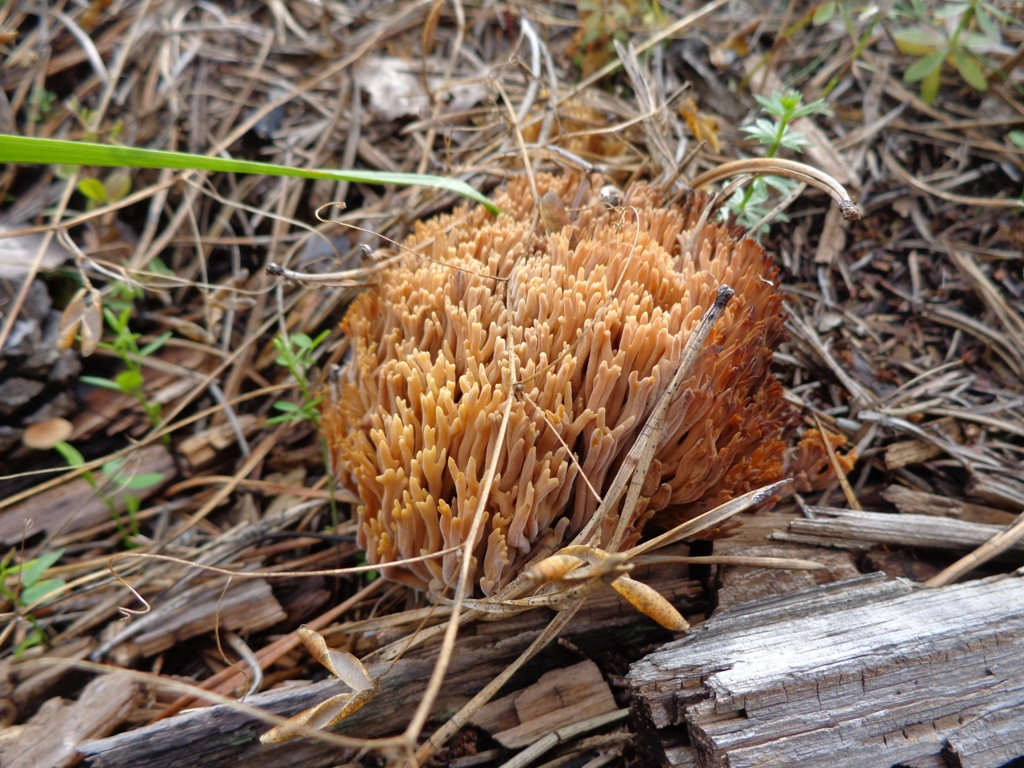
Ramaria flavescens
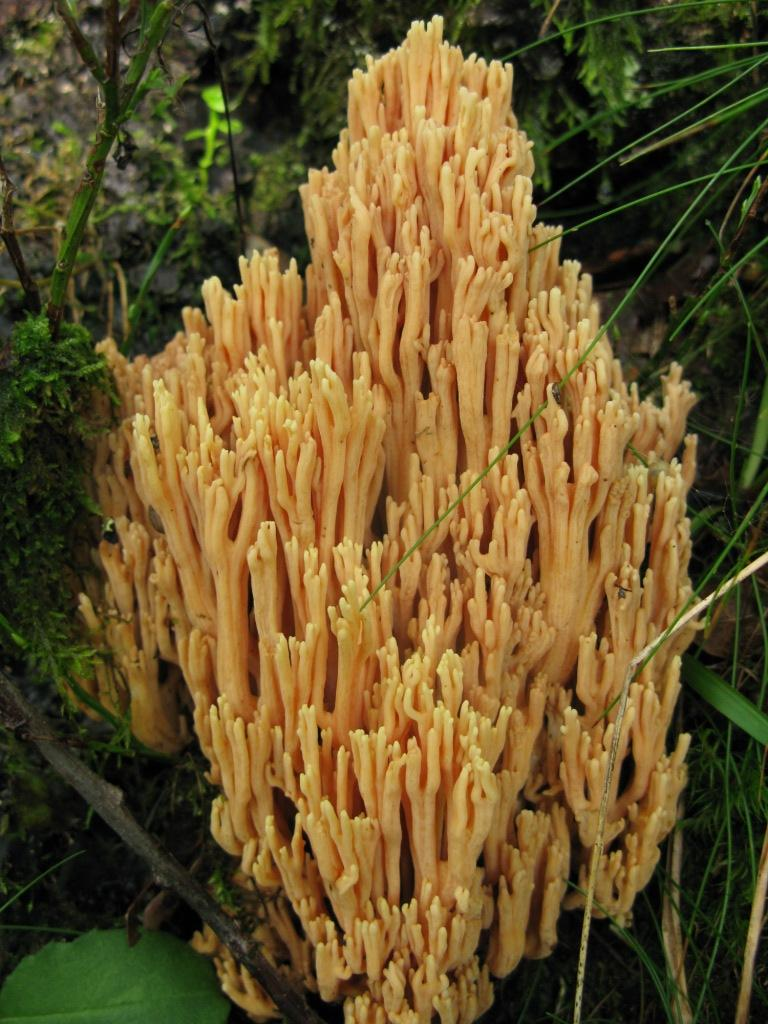
!!Ramaria formosa!!
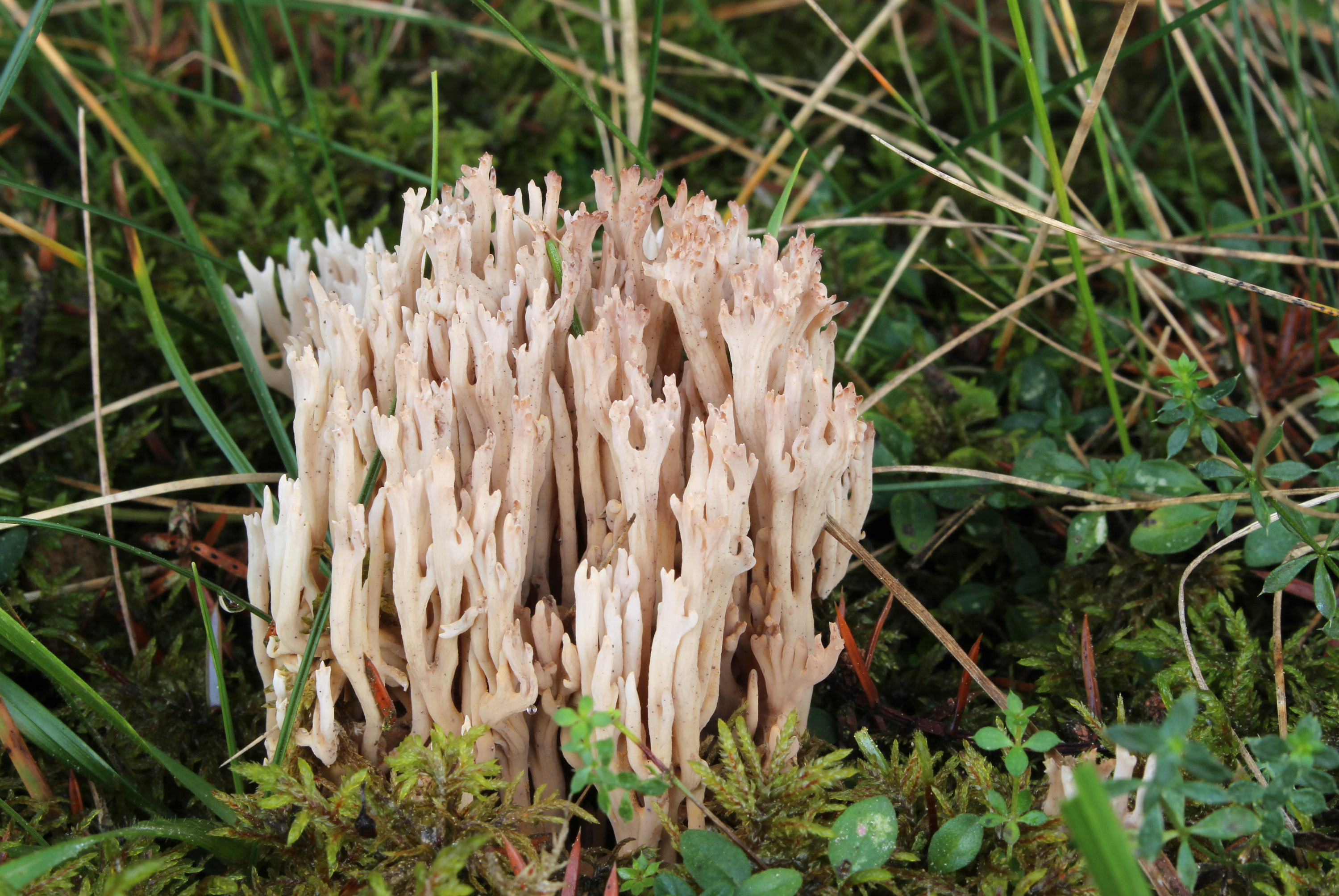
Ramaria gracilis
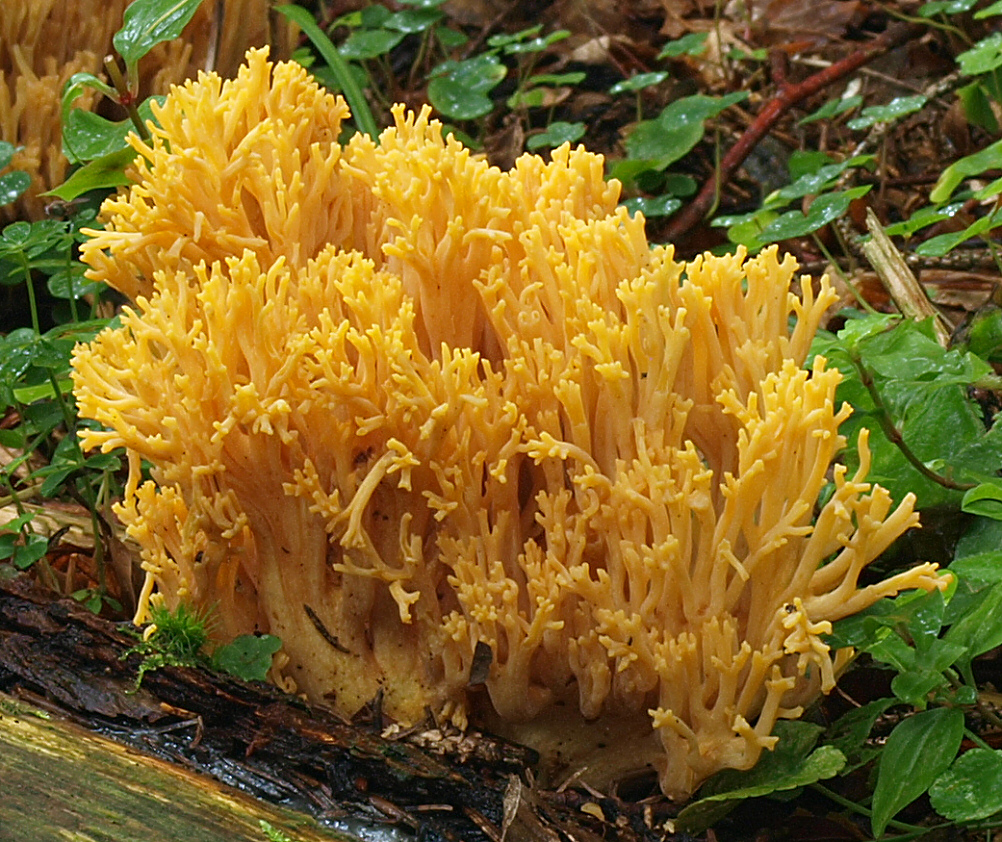
Ramaria largentii
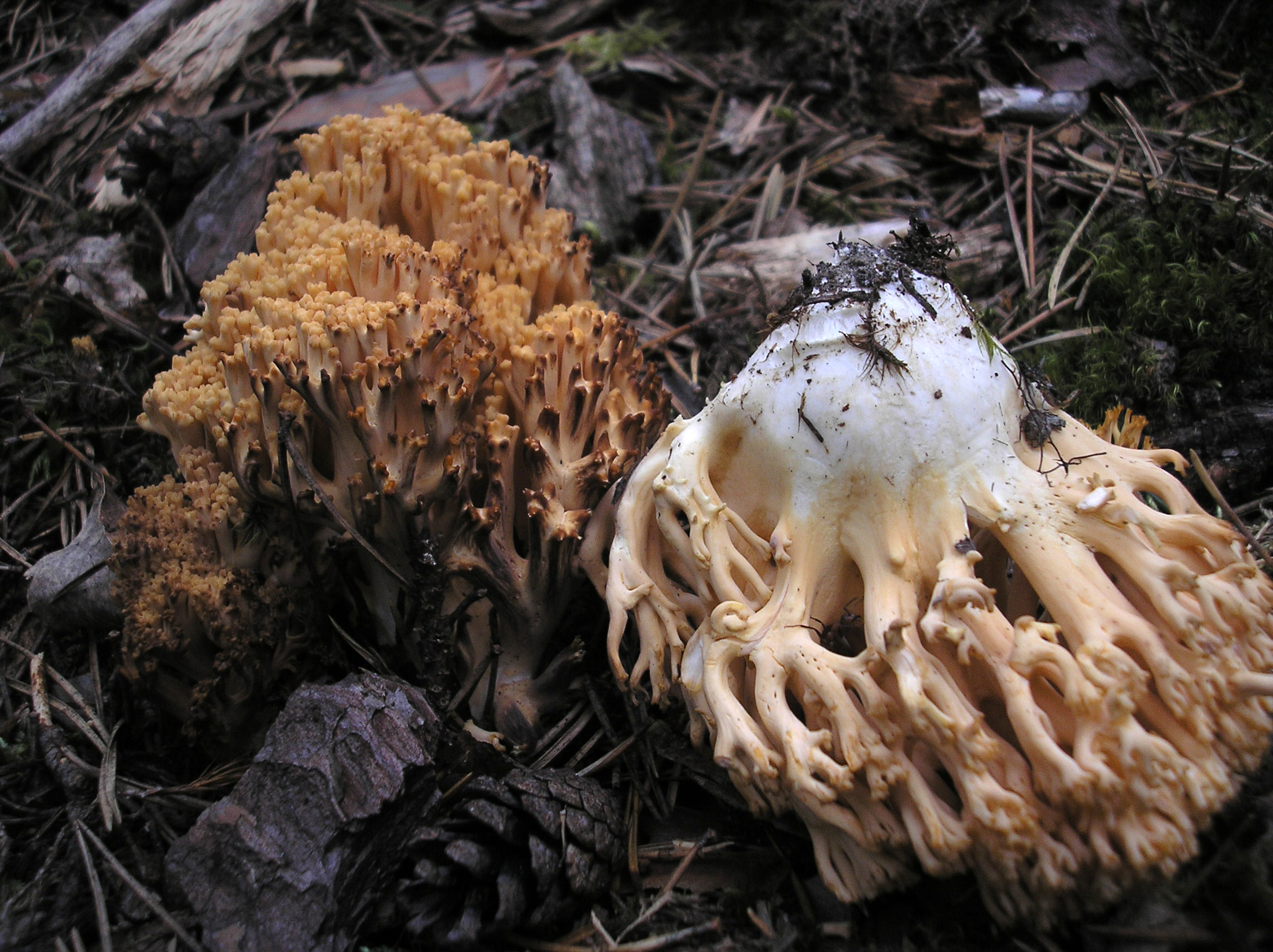
Similară Ramaria obtusissima
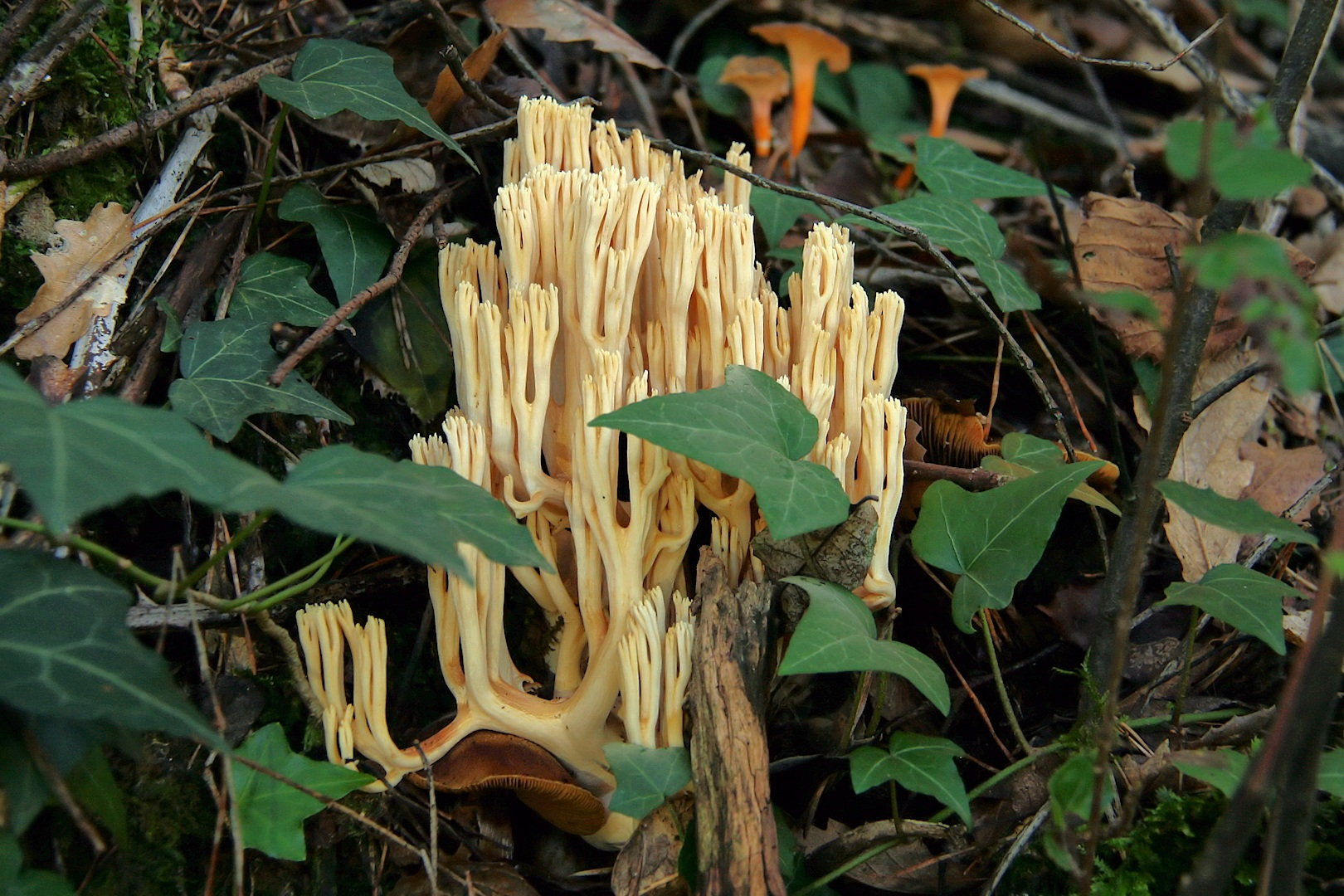
!!Ramaria pallida!!
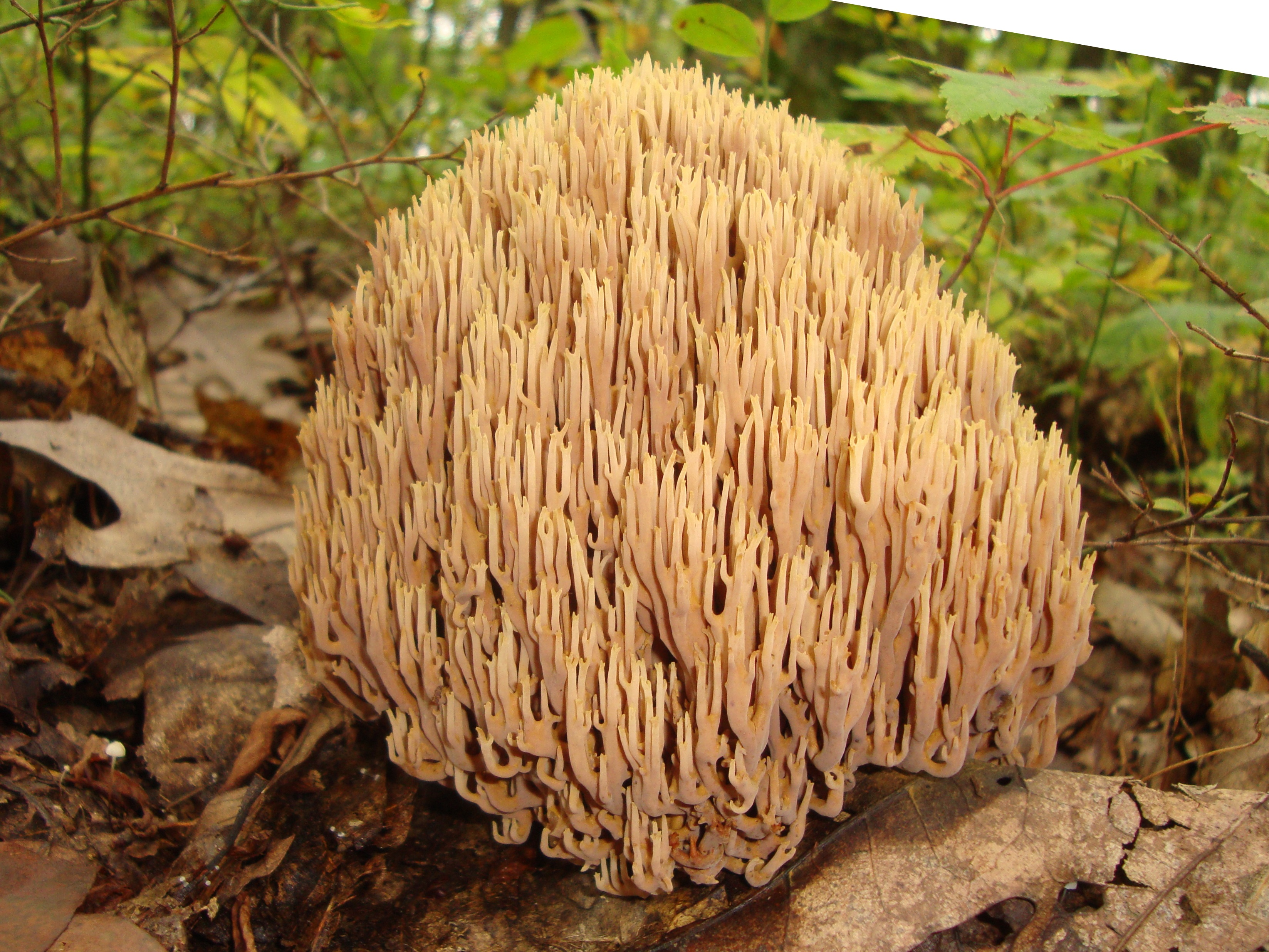
!Ramaria stricta!

## Valorificare
Această specie nu este toxică, dar necomestibilă, din cauza gustului neplăcut.